# 奧爾季尼奇
49°29′4″N 23°27′57″E / 49.48444°N 23.46583°E
奧爾季尼奇（烏克蘭語：Ортиничі），是烏克蘭的村落，位於該國西部利沃夫州，由德羅霍貝奇區負責管轄，始建於1300年，面積0.87平方公里，2001年人口147，人口密度每平方公里169.55人。